# Cournotův model

Grafické znázornění reakčních křivek Cournotova modelu v závislosti na množství. Body A a B zobrazují monopolní pozici každé firmy. Bod C určuje rovnovážné množství pro obě firmy a bod D představuje množství kdy jsou zákazníci ochotni zaplatit více, než MC

Cournotův model je model tržní situace – duopolu. V roce 1838 ho odvodil Antoine Augustin Cournot za následujících předpokladů:
- jedná se o duopol;
- firmy vyrábějí homogenní produkt;
- firmy si konkurují (přes nabízené množství Q);
- firmy jsou stejně silné, mají stejnou lineární funkci mezních nákladů {\displaystyle MC=cQ};
- tržní poptávku lze popsat funkcí {\displaystyle P=a-bQ};
- obě firmy maximalizují zisk;
- obě firmy přijímají rozhodnutí současně;
- obě firmy považují při rozhodování výstup svého konkurenta za pevně daný (fixní).[1]

## Reakční křivky
Hlavní součást Cournotova modelu jsou reakční křivky, které jsou odvozené z funkce zisku. Reakční křivky jsou lineární funkce a protínají vrcholy parabol – funkcí zisku firem.
V průsečíku reakčních křivek firem nastává tzv. Cournotova rovnováha. Je to bod, kdy každá firma správně odhadla výstup konkurenta, a tudíž nabídka a poptávka po daném zboží jsou v rovnováze. Protože obě firmy jsou identické, vyrábějí totéž množství výrobků.

## Algebraické vyjádření objemů obou firem
- {\displaystyle q1=q2=(a-c)/3b};
- {\displaystyle Q=q1+q2=2(a-c)/3b};
- {\displaystyle P=(a+2c)/3};

kde:
- a,b – parametry lineární poptávkové funkce;
- q – objem produkce;
- c – parametr (směrnice) lineární funkce mezních nákladů (MC).

## Cornoutův model vs. Bertrandův model
Přestože tyto dva modely mají podobné předpoklady chování firem, tak mají jeden zásadní rozdíl. V Bertrandově modelu předpokládáme, že firmy soutěžení s cenou, nikoliv množstvím. Předpokládá to tedy, že Bertrandův model duopolu spustí cenovou válku a stlačí ceny na uroveň dokonalé konkurence. Když se počet firem v Cournotově modelu přiblíží nekonečnu, tak modely budou totožné.